# 鉴真东渡 (电视剧)
《鉴真东渡》是林大庆指导，迟重瑞等人出演的一部电视剧，该剧主要讲述的是，唐朝和尚鉴真历经千辛万苦到达日本，并在日本宣传佛法以及唐朝文化的故事。该剧是中国中央电视台电视剧制作中心为纪念中日邦交正常化35周年而摄制的电视连续剧。

## 剧情简介
日本奈良时代，苦于日本佛界的杂乱，于是日本政府决定派人向唐朝学习佛法。
在这之后，唐朝和尚鉴真得知了此时后，同时也认为日本是兴隆佛法的好地方，于是便决定个一些人到达日本去弘扬佛法以及进行两国之间文化交流。
虽说在去日本的时候费了很多努力，并且也有些人去世。但是最后，鉴真还是到了日本，并在日本弘扬佛法，以及宣扬唐朝的艺术。并且他这么做还导致当时日本佛教盛行。
之后，鉴真于76岁过世，不过他所做的事情却受到了人们的铭记。

## 演员表
- 迟重瑞  饰 鉴真
- 石凉  饰 荣睿
- 伟刚  饰 普照
- 付瑶[5]饰 琼花
- 赵琨  饰 吴玉兰
- 艾俊迈  饰 周世杰
- 史林  饰 祥彦
- 韩冬  饰 晁衡
- 肖宏  饰 灵佑
- 金鹏  饰 思托
- 王仲伟  饰 道航
- 冬青  饰 玄朗
- 隋抒洋  饰 陆达
- 黄雷  饰 玄达
- 杨和平  饰 吉备真备
- 李健昌  饰 藤原清河
- 杨键  饰 古麻吕
- 李元  饰 平群广成
- 褚柳生  饰 辨正
- 陈可达  饰 李林甫
- 郑随绪  饰 玄宗
- 徐铁人  饰 陈朝元
- 姜明  饰 法进
- 刘耀辉  饰 德清
- 国玉峰  饰 道兴
- 黄铁  饰 昙静
- 杨阳  饰 如宝
- 梁晓斌  饰 忍灵
- 黄继鹏  饰 澄观
- 李强  饰 明烈
- 大鹏  饰 如海

## 音乐原声
- 主题曲
  - 音乐:《人生只做一事又何妨》
  - 作词:杜若
  - 作曲:潘慧强
  - 演唱:迟重瑞

## 其他
- 该剧是佛教史上唯一一讲述僧侣日常生活的电视剧。
- 央视导演曾亲笔给迟重瑞写了一封信让他来担任主演。

## 相關連結
- 豆瓣电影上《鉴真东渡》的資料 （简体中文）
- 央视网链接 （页面存档备份，存于）